# تیراندازی با کمان در المپیک تابستانی ۱۹۹۲
تیراندازی با کمان در بازی‌های المپیک تابستانی ۱۹۹۲ نام رویداد ورزش تیراندازی با کمان در بازی‌های المپیک تابستانی بود که در سال ۱۹۹۲ برگزار شد. این مسابقات از چهار بخش تیراندازی با کمان تشکیل شده بود.

## جدول مدال‌ها
| رتبه | کشور                 | طلا | نقره | برنز | مجموع |
| ۱    | کره جنوبی (KOR)      | ۲   | ۲    | ۰    | ۴     |
| ۲    | فرانسه (FRA)         | ۱   | ۰    | ۰    | ۱     |
| ۲    | اسپانیا (ESP)        | ۱   | ۰    | ۰    | ۱     |
| ۴    | چین (CHN)            | ۰   | ۱    | ۰    | ۱     |
| ۴    | فنلاند (FIN)         | ۰   | ۱    | ۰    | ۱     |
| ۶    | بریتانیای کبیر (GBR) | ۰   | ۰    | ۲    | ۲     |
| ۶    | تیم متحد (EUN)       | ۰   | ۰    | ۲    | ۲     |